# Cursă de elefanți

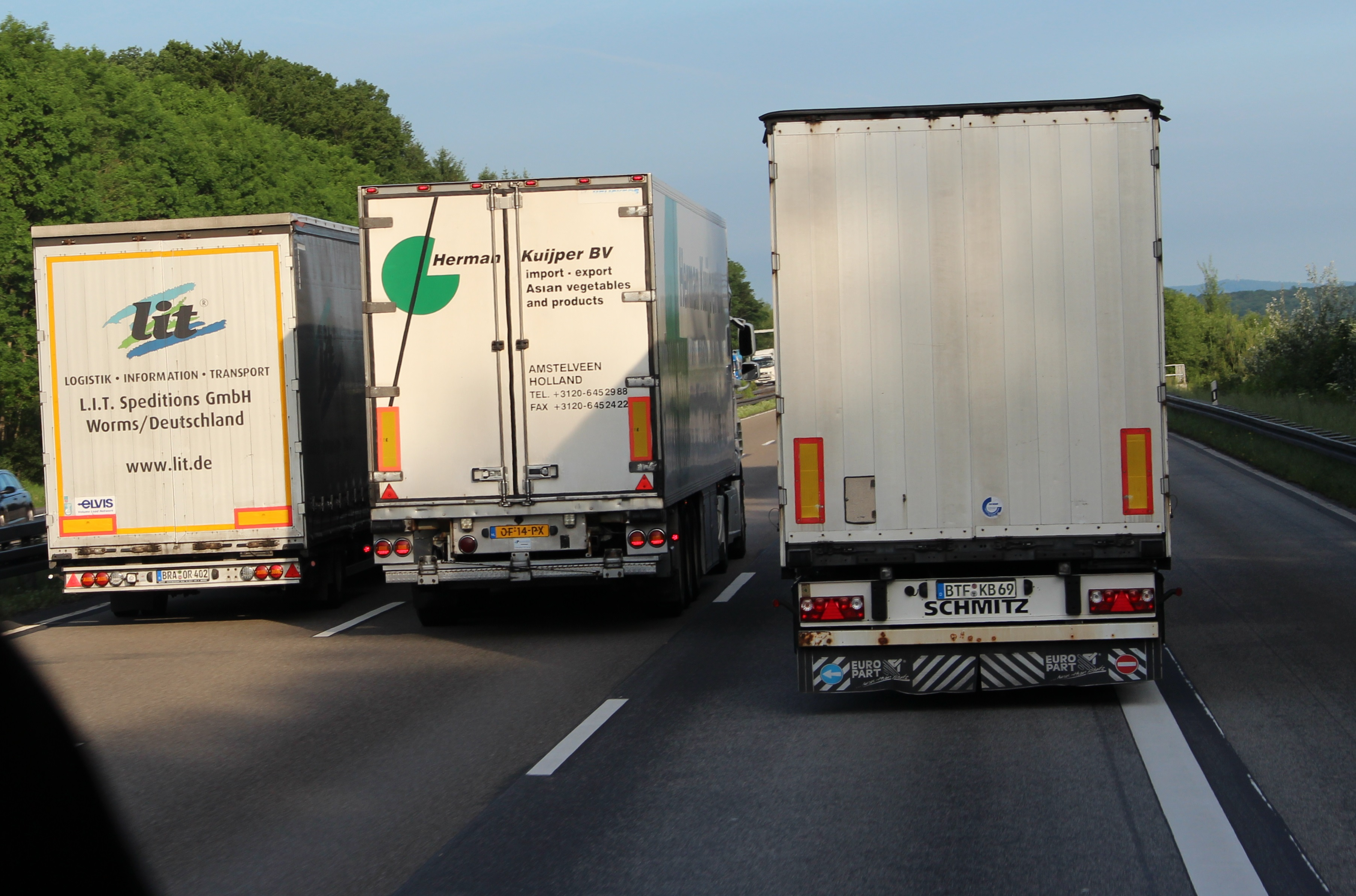
Cursa de elefanți cu trei camioane pe în Germania

Curse de elefanți (în germană Elefantenrennen) este un termen argotic ce desemnează o situație în care un camion îl depășește⁠(d) pe altul pe un drum cu mai multe benzi (de obicei o autostradă) în ciuda unei diferențe foarte mici de viteză.

## Considerente cantitative
O astfel de depășire durează de obicei câteva minute din cauza diferenței mici de viteză dintre vehiculele implicate, diferență dictată de limita legală de viteză de 80 km/h + o toleranță de 6 km/h și eventual până la viteza de 90 km/h impusă de limitatoarele de viteză ale camioanelor. Chiar dacă distanțele de siguranță impuse de lege, de 50 m la viteze de peste 50 km/h ale camioanelor ar fi încălcate flagrant, o depășire nu trebuie efectuată dacă nu se poate ajunge la o diferență de viteză de 10 km/h. Diferența de viteză de un metru pe secundă corespunde cu 3,6 km/h, deci la o diferență de viteză de 4 km/h, o cursă de elefanți durează cel puțin jumătate de minut, iar această limită minimă de durată se atinge doar dacă se încalcă distanța de siguranță înainte de începutul depășirii, și se revine pe prima bandă foarte din scurt imediat după ce depășirea a fost finalizată.
Luând în calcul virajul, distanța de siguranță înainte și după depășire, și lungimea vehiculelor, la o diferență de viteză de 2 km/h o manevră tipică de depășire durează 3 minute și se întinde pe 4 kilometri. Uneori, astfel de încercări eșuează și sunt abandonate, mai ales dacă rezistența crescută a aerului reduce din deja mica diferență de viteză, sau se ajunge la o rampă.
Avantajul de timp obținut de vehiculul care depășește este foarte mic, chiar și la scara unei zile întregi de mers. Pentru o distanță de 500 km, cu o viteză constantă de 80 km/h, durata de parcurgere este de 6 ore si 15 minute, presupunând drumuri libere pe tot parcursul. La o viteză constantă de 82 km/h, același traseu se parcurge în 6 ore si 6 minute, deci nici măcar cu 10 minute mai puțin. Acest 10 minute economisite pentru un șofer de camion contrastează cu timpul mult mai mare pierdut de mulți șoferi de mașini care așteaptă terminarea manevrei pe autostrăzile cu două benzi.

## Situația în diferite țări

### Germania
În Regulamentul de circulație rutier din Germania, acest proces este denumit „depășire cu o diferență de viteză prea mică” și, nu este permis, fiind sancționat cu amendă de 80 de euro și un punct în registrul de sancțiuni de la Flensburg.
Din aprilie 2004, depășirile cu o diferență prea mică de viteză se sancționează cu amendă (împreună cu puncte Flensburg), în loc de avertisment ca până atunci. Potrivit textului regulamentului, acest regulament se adresează tuturor utilizatorilor drumului. Noile reglementări din catalogul amenzilor nu precizează o diferențiă minimă de viteză, dar în justificare se face referire la o decizie mai veche a Tribunalului Regional Superior din Frankfurt pe Main, în care depășirea unui vehicul care circulă cu 70 km/h de către un vehicul care circulă cu doar cu 10 km/h mai repede este considerată nepermisă.

#### Cazuri
Curtea Regională Superioară din Hamm a hotărât după cum urmează în 2008: Dacă are loc o manevră de depășire cu o diferență de viteză mai mică de 10 km/h pe o autostradă cu două benzi pe sens, și care durează mai mult de 45 secunde, aceasta este o manevră de trafic ilegală dacă stânjenește în mod nerezonabil fluxul de trafic. În speță, un autotren a fost depășit pe A 1⁠(d) de un altul pe o distanță de aproximativ doi kilometri și cu o durată de 80 secunde. Conform constatărilor instanței, cursa de elefanți a cauzat un blocaj semnificativ pentru ceilalți utilizatori ai drumului, ca urmare amenda este justificată.
O companie de transport din Kiel a contestat în instanță această interdicție de depășire a camioanelor pe A 7⁠(d), A 45⁠(d) și A 8⁠(d). Transportatorul s-a plâns că lipsesc cerințele legale privind interzicerea depășirii camioanelor prin demonstrarea unui pericol local specific. Contestația a fost respinsă de Tribunalul Administrativ Federal din Leipzig. Judecătorii au decis că majoritatea interdicțiilor de depășire a camioanelor sunt legale.

#### Măsuri suplimentare
Statul federal Renania-Palatinat a prezentat Consiliului Federal o inițiativă pentru interzicerea depășirii camioanelor pe gheață, zăpadă și ploi abundente pe autostrăzi. Din cei 12.200 de kilometri de autostrăzi din Germania, aproximativ 2.500 km sunt cu risc de blocaje. De aceea ar trebui să existe și interdicții temporare și regionale de depășire a camioanelor pentru combaterea ambuteiajelor.

### Austria
La 1 iunie 2014, în Austria a intrat în vigoare o interdicție de circulație a camioanelor pe benzile a treia și a patra a autostrăzilor și drumurilor expres printr-o modificare a regulamentului de circulație rutieră. Un raport al Consiliului de Siguranță Rutieră arată că camioanele sunt implicate în mod disproporționat în accidente cu vătămări corporale.
Din lungimea totală a rețelei de autostrăzi și drumuri expres, de 2.178 km, 700 km au trei benzi pe sens, iar 40 km patru benzi pe sens.